# Creepy (Comic)
Creepy ist ein US-amerikanisches Horror-Comicmagazin. 
Das Heft mit Schwarz-Weiß-Comics war eine Idee des Zeichners Russ Jones und erschien erstmals 1964 beim Verlag Warren Publishing. Eine Vielzahl bekannter Comiczeichner und Autoren veröffentlichte im Heft, darunter Bruce Jones, Bernie Wrightson, Frank Frazetta, Richard Corben, Jack Davis oder Neal Adams. Mit der Insolvenz des Verlages erschien 1983 mit Nr. 145 die letzte Ausgabe bei Warren Publishing. 
Seit 2009 verlegt Dark Horse Comics vereinzelt neue Ausgaben des Heftes. Parallel werden alte Ausgaben als Sammelbände neu aufgelegt. Für die erste Ausgabe der Creepy Archives erhielt der Verlag 2009 den Eisner Award. 